# Il Canzoniere

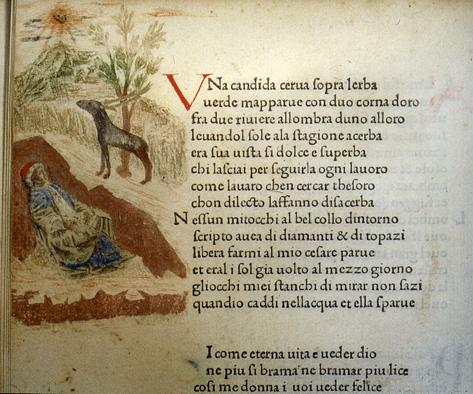
Após a impressão, as primeiras versões do Canzoniere foram ilustradas com imagens.

Il Canzoniere, também conhecido como Rime Sparse, mas originalmente intitulado Rerum vulgarium fragmenta, é uma coleção de poemas do humanista, poeta e escritor italiano Petrarca.
Embora a maioria da produção de Petrarca fosse em latim, o Canzoniere foi escrito em vernáculo, uma linguagem de comércio, apesar da visão de Petrarca de que o italiano era menos adequado para a expressão.. Dos seus 366 poemas, a grande maioria está em forma de soneto (317), embora a sequência contenha um número de canzoni (29), sestina (9), madrigais (4) e ballate (7). Seu tema central é o amor do poeta por Laura, uma mulher que Petrarca supostamente conheceu em 6 de abril de 1327, na Igreja de Santa Clara em Avignon. Embora contestada, a inscrição em sua cópia de Virgílio registra essa informação. A meticulosa datação de seus manuscritos permitiu que os estudiosos deduzissem que os poemas foram escritos durante um período de quarenta anos, com os primeiros datados de 1327 e os últimos por volta de 1368. A transcrição e ordenação da própria sequência continuou até 1374, o ano da morte do poeta. As duas seções da sequência que são divididas pela morte de Laura foram tradicionalmente rotuladas "In vita" (em vida) e "In morte" (em morte) respectivamente, embora Petrarca não tenha feito tal distinção. Sua obra se tornaria o que Spiller chama de "a maior influência sobre a poesia do amor da Europa renascentista até o século XVII".